# Lossa
Lossa is een plaats en voormalige gemeente in de Duitse deelstaat Saksen-Anhalt, en maakt deel uit van het Burgenlandkreis.

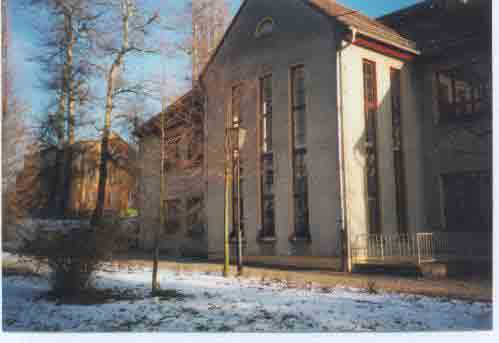
Basisschool in Lossa

Lossa telt 843 inwoners.